# Agua Dorada
Agua Dorada är en ort i Mexiko.   Den ligger i kommunen Jilotepec och delstaten Veracruz, i den sydöstra delen av landet, 230 km öster om huvudstaden Mexico City. Agua Dorada ligger 1 589 meter över havet och antalet invånare är 101.
Terrängen runt Agua Dorada är huvudsakligen kuperad, men norrut är den bergig. Terrängen runt Agua Dorada sluttar österut. Runt Agua Dorada är det ganska tätbefolkat, med 172 invånare per kvadratkilometer. Närmaste större samhälle är Xalapa, 11,1 km sydost om Agua Dorada. Omgivningarna runt Agua Dorada är en mosaik av jordbruksmark och naturlig växtlighet.